# EcuRed
EcuRed is een online encyclopedie uit Cuba gebouwd met de MediaWiki-software. De op 13 december 2010 gelanceerde website bevat meer dan meer dan 220.000 artikelen, biografieën en academische werken en heeft als doel om Cuba's visie op de wereld te laten zien. De inhoud is nauw verweven met de Cubaanse Revolutie en is geschreven vanuit een Cubaans perspectief. De naam is volgens de website zowel een verwijzing naar oecumene (Spaans: ecúmene) als een samenstelling van Ecu (Enciclopedia-Cuba) en Red (Spaans voor netwerk).
EcuRed zegt op haar website dat zij zonder winstoogmerk en vanuit een dekolonisatie-oogpunt kennis wil verzamelen en ontwikkelen.
De website wordt beheerd door Joven Club de Computación y Electrónica, een onderdeel van de Communistische Jeugd Unie.
De inhoud op de website wordt verstrekt onder een opensourcelicentie die het mogelijk maakt de inhoud vrijelijk te kopiëren, reproduceren en distribueren maar met uitsluiting van commercieel gebruik.